# ジャパンウェイブ
株式会社ジャパンウェイブは、テレビ局・番組制作会社への人材派遣、番組企画･制作、タレントのマネージメントを行う会社である。

## 所在地
- 〒107-6012 東京都港区赤坂1-12-32 赤坂アークヒルズ・アーク森ビル12階

## 職種
- プロデューサー
- ディレクター
- アシスタントディレクター
- アシスタントプロデューサー
- 番組デスク
- 番組記者

## 人材派遣実績

### NHK
- おはよう日本

### 日本テレビ
- 気象センター
- ZIP!
- スッキリ!!
- NNNストレイトニュース
- news every.
- NEWS ZERO
- 日テレNEWS24
- 真相報道 バンキシャ!
- Going!Sports&News

### TBS
- リンカーン
- みのもんたの朝ズバッ!
- はなまるマーケット
- 華和家の四姉妹
- 恋愛ニート〜忘れた恋のはじめ方
- 放課後はミステリーとともに
- あさチャン!

### フジテレビ
- めざにゅ〜
- めざましテレビ
- めざましどようび
- 知りたがり!
- すぽると!
- スポーツ中継班
- めちゃ×2イケてるッ!
- 直撃LIVEグッディ!
- みんなのニュース
- あしたのニュース
- すぽると!

### テレビ朝日
- 報道ステーション
- 報道ステーション SUNDAY
- 報道局社会部
- やじうまテレビ!
- SmaSTATION!!
- グッド!モーニング

### テレビ東京
- NEWSアンサー
- Mプラス
- ニュースモーニングサテライト
- ワールドビジネスサテライト
- 週刊ニュース新書
- 外信部
- 日経スペシャル ガイアの夜明け

### 北海道テレビ放送
- イチオシ!
- イチオシ!モーニング

### 名古屋テレビ放送
- ザキロバ!アシュラのススメ
- ドデスカ!
- ザキロバケイコ

### 中京テレビ放送
- PS

### 讀賣テレビ放送
- 情報ライブ ミヤネ屋

### 福岡放送
- めんたいワイド

※他多数。

## マネージメント (業務提携)
- 金田賢一
- 菊田あや子
- 山﨑恵理子

※五十音順